# Валепескара (Л'Аквила)
Валепескара (итал. Vallepescara) је насеље у Италији у округу Л'Аквила, региону Абруцо.
Према процени из 2011. у насељу је живело 98 становника. Насеље се налази на надморској висини од 466 м.